# Sinologisches Seminar
Sinologisches Seminar oder Institut für Sinologie nennen sich die sinologischen Institute der Universität Bonn, der Universität Freiburg, der Universität Heidelberg sowie der Universität Kiel.

## Institut für Sinologie der Freien Universität Berlin
Das Institut für Sinologie der Freien Universität Berlin ist eines der führenden Zentren für Chinaforschung in Deutschland. Das 1956 offiziell gegründete Institut konzentriert sich heute besonders auf das moderne und zeitgenössische China und vermittelt den Studierenden ein umfassendes Verständnis der chinesischen Politik, Wirtschaft, Gesellschaft und Geschichte. Darüber hinaus bietet das Institut eine vertiefte Sprachausbildung in modernem Hochchinesisch an. Die Forschungsschwerpunkte des Instituts liegen in verschiedenen Bereichen wie Politik und Wirtschaft, Geschichte, digitales China, Gesellschaft, Linguistik, Literatur und visuelle Kultur, Religion und Umwelt.
Professuren:
- 1956–1960: Walter Fuchs (1902–1979), Dissertation: Die politische Geschichte des Turdangebietes bis zum Ende der Tang-Zeit (1925).
- 1961–1964: Alfred Hoffmann (1911–1997), Dissertation: Die Lieddichtung des Liu Yu (937-978) (1949).
- 1969–1981: Bodo Wiethoff (1931-), Dissertation: Die chinesische Seeverbotspolitik und der private Überseehandel von 1368 bis 1567 (1963); Habilitation: Chinas dritte Grenze: der traditionelle chinesische Staat und der Künstennahe Seeraum (1969).
- 1981–1994: Kuo Heng-yü (1929–2011), Dissertation: die japanische Pressekontrolle in der Mandschurei von 1931-1941 (1963); Habilitation: Deutsch-chinesische Beziehungen 1928-1938: eine Auswertung deutscher diplomatischer Akten (1989).
- Mechthild Leutner
- Erling von Mende
- 1998–2003: Eberhard Sandschneider (1955-), Dissertation: Militär und Politik in der Volksrepublik China: 1969-1985 (1986); Habilitation: Stabilität und Transformation politischer Systeme (1993).
- 2003–2017: Bettina Gransow (1949-), Dissertation: Soziale Klassen und Schichten in der Volksrepublik China: theoret. Transformationskonzepte u. reale Entwicklungsformen von 1949-1979 under besondere Berücks. d. städt. Arbeiterklasse (1983); Habilitation: Migration und Urbanisierung in China: Wanderarbeitern, Stadtentwicklung und Staatlichkeit (1996).
- Klaus Mühlhahn
- Seit 2017: Genia Kostka (1979-), Dissertation: Private sector development in central China: patterns, causes, and the role of local governments (2010); Habilitation: Government with Data: Local Experimentation in Authoritarian China (2020).
- Sabrina Habich-Sobiegalla
- Andreas Guder
- Christian Meier

## Sinologisches Seminar der Universität Bonn
An der Universität Bonn lehrte der Geograf Ferdinand Freiherr von Richthofen (1833–1905), der mit einer Reihe von geografischen Werken über China hervortrat. Ein Lehrstuhl für Sinologie wurde unter Einwirkung des Orientalisten Paul Kahle (1875–1964) geschaffen. 1913 richtete man das Orientalische Seminar ein. In den Universitätschroniken von 1914 bis 1926 finden sich allerdings keine Angaben über sinologische Vorlesungen. Erst 1926/27, war es möglich, am Orientalischen Seminar eine Chinesischabteilung einzurichten und den Sinologen Erich Schmitt (1893–1955) als Professor zu verpflichten. Zusammen mit Lou You veröffentlichte Schmitt 1939 in Shanghai ein deutsches Lehrbuch als Einführung in das moderne Hochchinesisch. Das Studium selbst stieß in seinem ersten Jahr mit 14 Studierenden auf reges Interesse. Für die Jahre 1938/39 betrug die Zahl der Studenten im Sommersemester 1938 nur 6, im Wintersemester 1938/39 nur noch 2 Studenten. Als einer der ersten in der Nachkriegszeit zu Bedeutung gelangenden Sinologen habilitierte sich Werner Eichhorn (1899–1990) im Jahre 1937 in Bonn. Eichhorn lehrte später in Göttingen und Frankfurt und machte sich während seiner Tübinger Professur mit Arbeiten wie Kulturgeschichte Chinas (1964), Die Religionen Chinas (1973) und Die alte chinesische Religion und das Staatskultwesen (1976) einen Namen. Im Jahre 1955 verstarb Schmitt. Sein Nachfolger wurde 1956 Peter Olbricht (geb. 1909–2001). 1963 schließlich wurde an der Universität Bonn ein selbständiges Sinologisches Seminar gegründet, erster Inhaber Lehrstuhls war Olbricht. Die Zusammenarbeit mit dem wenige Jahre zuvor in unmittelbarer Nachbarschaft wiedererrichteten Seminars für Orientalische Sprachen, führte dazu, dass die dort tätigen Lektoren Liu Mau-Tsai (1914–2007) und Otto Ladstätter (* 1933) im akademischen Jahr 1963/64 in der Sinologie Übungen zur klassischen chinesischen Prosa, zu buddhistischen und konfuzianischen Schriften sowie über Romane des 17. und 18. Jahrhunderts abhielten. Nach Olbrichts Emeritierung 1975 wurde der Lehrstuhl für Sinologie mit Rolf Trauzettel besetzt, der zuvor seit 1972 das Sinologische Seminar der Universität Göttingen mehrere Jahre geleitet hatte. Trauzettel erlangte über die Sinologie hinaus Bekanntheit, als er 1968 zusammen mit Herbert Franke Das Chinesische Kaiserreich vorlegte.
Professoren:
- 1928–1955: Erich Schmitt
- 1957–1975: Peter Olbricht
- 1975–1995: Rolf Trauzettel
- 1985–2010: Wolfgang Kubin
- seit 2010: Ralph Kauz

## Institut für Sinologie der Universität Freiburg
Die Freiburger Sinologie ist historisch-sozialwissenschaftlich geprägt und verbindet die interdisziplinäre Erforschung des Gegenstandes China mit der Ausbildung in der chinesischen Sprache. Starker Gegenwarts- und Praxisbezug gehören zu den herausragenden Merkmalen der Sinologie in Freiburg. Sinologie kann in Freiburg als Bachelor im Haupt- und Nebenfach studiert werden. Ein Masterstudiengang in Kooperation mit der Universität Nanjing ist im Jahr 2013 angelaufen. Themenschwerpunkt in Forschung und Lehre ist das moderne China des 20. und 21. Jahrhunderts. Der Bachelor-Studiengang verbindet ein intensives Sprachstudium mit einem strukturierten Überblick über Kernthemen der chinesischen Politik, Geschichte, Wirtschaft, Kultur und Gesellschaft.
Eine Besonderheit der Freiburger Sinologie ist die Möglichkeit, im Nebenfach zwischen den Schwerpunkten „Chinesische Sprache und Fachkompetenz China“ sowie „Fachkompetenz China“ zu wählen. Die Ausrichtung „Fachkompetenz China“ richtet sich an Geistes- und Sozialwissenschaftler, die sich ohne Spracherwerb einen differenzierten Zugang zu chinabezogenen Fragestellungen aneignen möchten.
Professuren:
- 1980–2005: Peter Greiner (1940–2011), Dissertation: Die Brokatuniform-Brigade (chin-i wei) der Ming-Zeit von den Anfängen bis zum Ende der T'ien-shun-Periode (1368 – 1464) (1970); Habilitation: Die Polizei und Justizbehörden der Ming-Zeit (1979)
- 1989–2009: Harro von Senger (geb. 1944), Dissertation Dr. Jur.: Kaufverträge in traditionellen China (1969), Habilitation: Partei, Ideologie und Gesetz in der Volksrepublik China (1980); Dissertation Dr. Phil.: Chinesische Bodeninstitutionen im Taiho-Verwaltungskodex. Niida Noborus Beitrag zur Rekonstruktion der Bodeninstitutionen der Tang-Zeit (1981)
- seit 2010: Nicola Spakowski (geb. 1966), Dissertation: Helden, Monumente, Traditionen: nationale Identität und historisches Bewußtsein in der VR China (1997); Habilitation: Mit Mut an die Front: die militärische Beteiligung von Frauen in der kommunistischen Revolution Chinas (1925–1949) (2006)
- seit 2011: Daniel Leese (geb. 1977), Dissertation: Performative Politics and Petrified Image: The Mao Cult During China's Cultural Revolution (2006)
- 2012–2022: Lena Henningsen, Dissertation zum Thema Copyright und Plagiate in zeitgenössischer chinesischer Literatur (2008), Habilitation (2019)
- seit 2024: Jessica Imbach, Dissertation (2017)

## Institut für Sinologie der Universität Heidelberg
Am 1962 gegründeten Institut für Sinologie der Universität Heidelberg wird China in einer in Deutschland einzigartigen Vielfalt und thematischen Breite behandelt. An fünf verschiedenen Lehrstühlen erforschen Wissenschaftler China in historischer Tiefe und aus verschiedenen Perspektiven. Als Teil des Zentrums für Ostasienwissenschaften (ZO), welches sich übergeordnet an das Centre for Asian and Transcultural Studies (CATS) angliedert, finden die Einbettung Chinas in der Welt und die damit einhergehenden, vielfältigen Austauschprozesse besondere Rücksicht. Das Institut besitzt eine der größten Asien-Bibliotheken in Deutschland.
Es wird ein Bachelorstudiengang Ostasienwissenschaften mit Schwerpunkt Sinologie (B.A., mit Lehramtsoption) und ein Masterstudiengang Sinologie (Chinese Studies) (M.A. + M.Ed.) angeboten. Darüber hinaus besteht die Möglichkeit zur Promotion.
Professuren:
- 1962–1966: Wolfgang Bauer
- 1968–1986: Günther Debon
- 1987–2012: Rudolf G. Wagner
- 1989–2002: Susanne Weigelin-Schwiedrzik
- 1994–2000: Barend ter Haar
- 2003-: Barbara Mittler
- 2004-: Gotelind Müller-Saini
- 2009-: Joachim Kurtz
- 2012-: Enno Giele
- 2014-: Anja Senz

## Sinologisches Seminar der Universität Kiel
Die Sinologie der Universität Kiel hatte folgende Forschungsschwerpunkte: Sozialgeschichte des modernen und vormodernen Chinas sowie „gender studies“. Das sinologische Seminar der Universität Kiel wurde im Jahr 2008 geschlossen und wurde 2012 als Chinazentrum neu eröffnet.
Professuren:
- 1990–2008: Gudula Linck (geb. 1943), Dissertation: Ein Kapitel chinesischer Grenzgeschichte Han u. Nicht-Han im Taiwan d. Qing-Zeit 1683–1895 (1979); Habilitation: Zur Sozialgeschichte der chinesischen Familie im 13. Jahrhundert Unters. am „Ming-gong shu-pan qing-ming ji“ (1986)
- seit 2013: Angelika Messner (geb. 1961), Dissertation: Medizinische Diskurse zu Irresein in China: 1600–1930 (1998); Habilitation: Zirkulierende Leidenschaften: Emotionswissen und Emotionspraktiken im chinesischen Kontext des 17. Jahrhunderts (2007)